# Johann Reindl

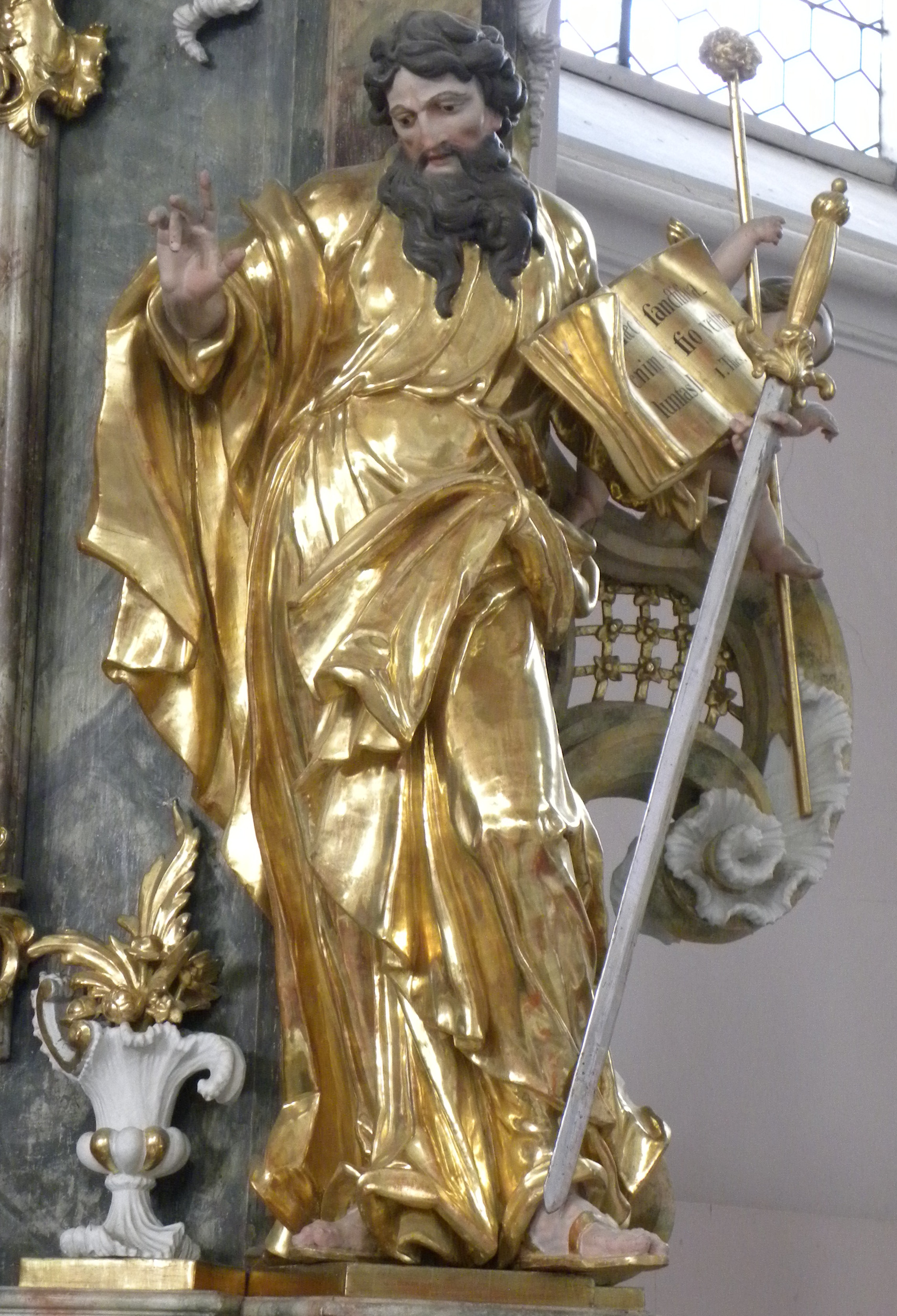
Apostel Paulus (1756/59) am linken Seitenaltar in der Pfarrkirche in Stams

Johann Reindl, auch Johannes Reindl und Hans Reindl (* 25. Oktober 1714 in Stams; † 22. März 1792 ebenda) war ein österreichischer Bildhauer des Spätbarock und Rokoko.

## Leben
Reindl war Sohn des Martin Reindl und der Maria Grasmay(e)r. Der Bildhauer Stephan Föger (1702–1750) war sein Cousin. Von 1732 bis 1737 machte Reindl eine Lehre bei Augustin Strigl (1702–1746) im nahen Tannrain bei Stams. Der junge Reindl wurde nach dem Tod seines Lehrmeisters 1746 Trauzeuge von dessen Witwe. Auf seiner Wanderschaft (ab etwa 1737) kam er allem Augenschein nach auch nach Kaisheim, dem Mutterkloster der Zisterzienser in Stams, und später über Passau nach Wien zu Georg Raphael Donner (1693–1741). Am 4. Juli 1745 kehrte Reindl nach Tirol zurück. 1753 heiratete er Katharina Schweninger in Stams. Dass er in diesem Jahr auch zum Hofbildhauer ernannt worden ist, gilt heute als widerlegt. Im Juli 1766 wurde ein Sohn Reindls gefirmt. Über mehrere Jahrzehnte betrieb er eine florierende Bildhauerwerkstatt in Stams. Dort starb er am 22. März 1792.
Ob der „Konstanzer“ Johann Reindl, der 1756 die Kanzel der Klosterkirche in Rheinau (Kanton Zürich) schuf und von dem Figuren in Kreuzlingen (1769) und Konstanz (1771) belegt sind, mit dem Stamser Johann Reindl gleichzusetzen ist, konnte bislang nicht nachgewiesen werden.

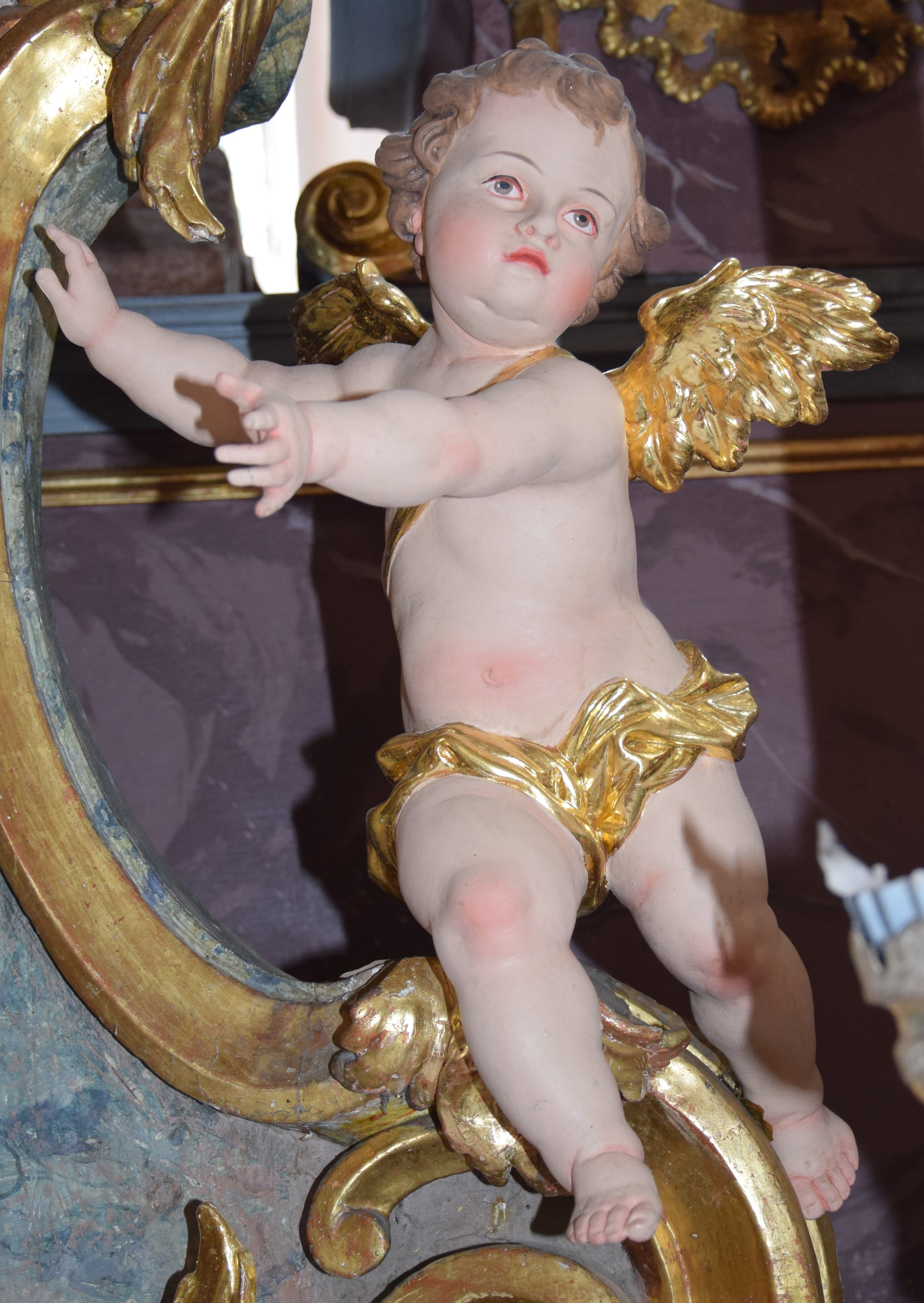
Putto in der Pfarrkirche Rietz

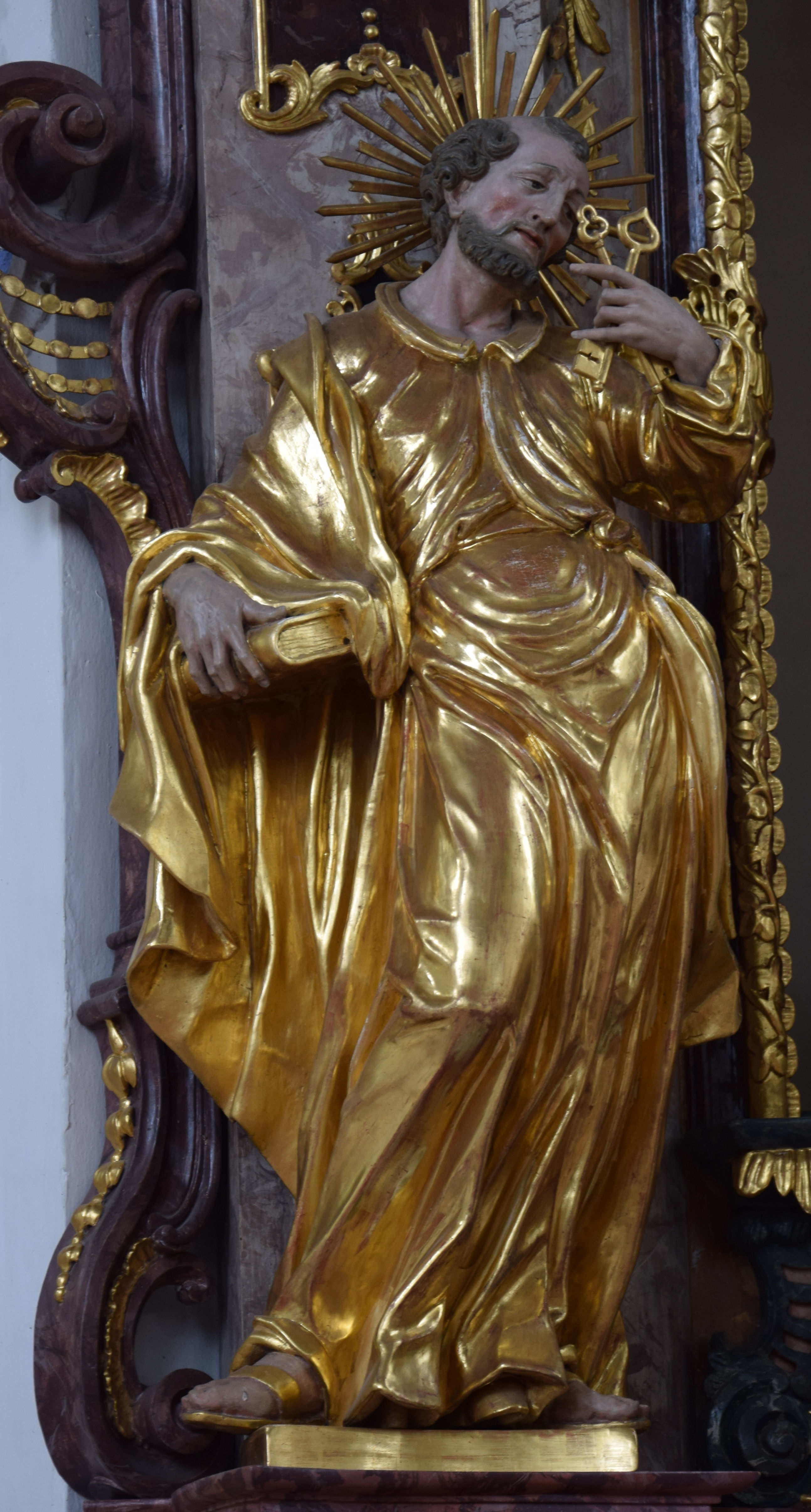
Hl. Petrus (1757/61) am rechten Seitenaltar in der Antoniuskirche in Rietz

Reindls Arbeiten sind Beginn und Höhepunkt des Rokoko im Tiroler Oberland. In seinen Figuren sind Einflüsse aus München und Wien erkennbar. Reindls Figuren haben eine Eleganz, die anderen zeitgenössischen Künstlern im Tiroler Oberland fehlt. Zu seinen bedeutendsten Schülern zählen Urban Klieber (1741–1803) und Joseph Götsch (1728–1793).

## Werke (Auswahl)
- Barwies – Pfarrkirche zur Heiligen Dreifaltigkeit: Tabernakel, ursprünglich aus Stams (um 1760)
- Bischofstetten bei Melk – Pfarrkirche St. Agatha: Apostelfiguren (um 1745)
- Falterschein (Gemeinde Zams) – Expositurkirche Mariä Reinigung: Kreuzigungsgruppe in der Tabernakelnische und flankierende Engel (um 1760)
- Glurns – Pfarrkirche St. Pankratius: zwei Bischöfe (um 1770)
- Gratsch – Kirche St. Peter: Hl. Josef und Martin samt Putten (1753)
- Haiming – Friedhofskapelle: Figuren (um 1755)
- Haiming – Widum: Hl. Anna und Joachim vom ehemaligen Marienaltar der Pfarrkirche (1750/60)
- Huben bei Längenfeld – Pfarrkirche St. Martin: Figurengruppe Gottvater mit Weltkugel (um 1760)
- Innsbruck – Tiroler Landesmuseum Ferdinandeum: Altarentwürfe für Stams (um 1759); hl. Bernhard; Hl. Florian (um 1770)
- Karres – Pfarrkirche St. Stephanus: Engel an den Seitenaltären (um 1760)
- Landeck – Pfarrkirche Mariä Himmelfahrt: vier lebensgroße Figuren am ehemaligen Annaaltar (1762), Hl. Joachim (1767) jetzt auf Schloss Landeck.
- Längenfeld – Pfarrkirche St. Katharina in Oberlängenfeld: Figuren am Hochaltar, nicht erhalten (1754)
- Mötz – Pfarrkirche Maria Schnee: Engel und Putten (um 1750)
- Ötz – Pfarrkirche St. Georg und Nikolaus: Kassian und Nikolaus (um 1750)
- Ötzerau – Filialkirche St. Antonius von Padua: Hochaltar mit Figuren der Hl. Josef und Johannes, Putten und Auszugsfiguren Hl. Georg und Florianzum Teil von Reindls Schüler Josef Götsch
- Pfelders – Pfarrkirche Mariahilf: Rokokorahmen und Engel am Hochaltar (um 1760)
- Reutte – Pfarrkirche und ehemalige Franziskanerklosterkirche St. Anna: ehemaliger Rokokoaltar (nicht erhalten)
- Rietz – Antoniuskirche: Figuren (1757/61)
- Rietz – Pfarrkirche hl. Valentin: Figuren (um 1769/70)
- Sautens – neue Pfarrkirche Mariä Heimsuchung: Halbfigur des Hl. Kassian (um 1760/65).
- Sautens – Pfarrwidum: Hl. Joachim, ursprünglich eine Brunnenfigur oder von der alten Pfarrkirche (um 1756/58)
- Schönau (Gemeinde Häselgehr) – Annenkapelle: Hl. Johann und Josef an den Altarseiten (um 1760)
- Stams – Pfarrkirche St. Johannes Baptist:  Figuren und Putten (1756/59)
- Stams – Zisterzienserstiftskirche Mariä Himmelfahrt: Figuren und Putten (1763); Rokokotabernakel mit Putten in der Heilig-Blut-Kapelle
- Stams – Krankenhauskapelle: Statuen (nicht erhalten)
- Stamser Alm – Kapelle Mariä Heimsuchung: Figuren (1749/50)
- Telfs – Friedhofsmauer: Brunnenfigur des Hl. Franz Xaver (um 1760/70)
- Telfs – Griesgasse: Brunnenfigur des Hl. Sebastian, abgesägte ehemalige Altarfigur (um 1760/70)
- Telfs – Vinzenz-Gedler-Straße: Brunnenfigur des Hl. Johann-Nepomuk (um 1760/70)
- Untergrünau (Gemeinde Elbigenalp) – Kapelle St. Josef: Hl. Josef (um 1760)
- Windfang (Gemeinde Stams) – Kapelle: zwei füllhorntragende Putten am Altar, ursprünglich aus dem Kloster Stams (um 1760)

Quelle: